# Арзамас
 Тази статия е за града в Русия.  За литературното дружество вижте Арзамас (дружество).  
Арзамас (на руски: Арзамас) е град в Русия, разположен в градски окръг Арзамас, Нижегородска област. Населението на града към 1 януари 2018 година е 104 140 души.